# Державний науково-технічний центр з ядерної та радіаційної безпеки
Державний центр з ядерної та радіаційної безпеки (також відомий як Державне підприємство «Державний науково-технічний центр з ядерної та радіаційної безпеки», ДНТЦ ЯРБ) — державне підприємство, створене у 1992 році, у структурі Національної академії наук України. Місією ДНТЦ ЯРБ є всебічна науково-технічна підтримка державного регулювання ядерної та радіаційної безпеки в Україні, спрямованого на захист населення та довкілля від радіаційного впливу техногенного походження. Керівник — Ігор Анатолійович Шевченко (з 2 червня 2014 року).

## Мета діяльності
- науково-технічна та експертна підтримка Держатомрегулювання як органу державного регулювання ядерної та радіаційної безпеки;

- проведення прикладних досліджень з безпеки ядерних установок та радіаційних технологій за науковими напрямами, визначеними Держатомрегулювання, рекомендованими Відділенням фізико-технічних проблем енергетики НАН України та затвердженими Президією НАН України з метою одержання нових наукових знань, сприяння науково-технічному прогресу та соціально-економічному розвитку суспільства;

- здійснення консультаційної, інжинірингової та інженерної діяльності у сфері використання ядерної енергії та в інших сферах;

- здійснення освітньої діяльності, підвищення професійної кваліфікації та професійної перепідготовки, спрямованої на реалізацію програм для підвищення кваліфікації спеціалістів у сфері використання ядерної енергії;

- здійснення видавничої діяльності з метою видання книг, журналів і періодичних видань у сфері використання ядерної енергії.